# Otto Münch
Pour les articles homonymes, voir Münch.
Otto Münch, né le 23 octobre 1885 à Meissen, et mort le 26 janvier 1965 à Zurich, est un sculpteur suisse.

## Biographie
Il a appris la sculpture sur bois à Meissen entre 1900 et 1904, suivi par une formation de stucateur, sculpteur et plasticien jusqu'en 1907. Il a étudié à l'école des arts appliqués de Dresde entre 1907 et 1911, puis s'est établi la même année à Zurich. Il a dirigé entre 1913 et 1945 avec son épouse une école de sculpture et d'arts appliqués.

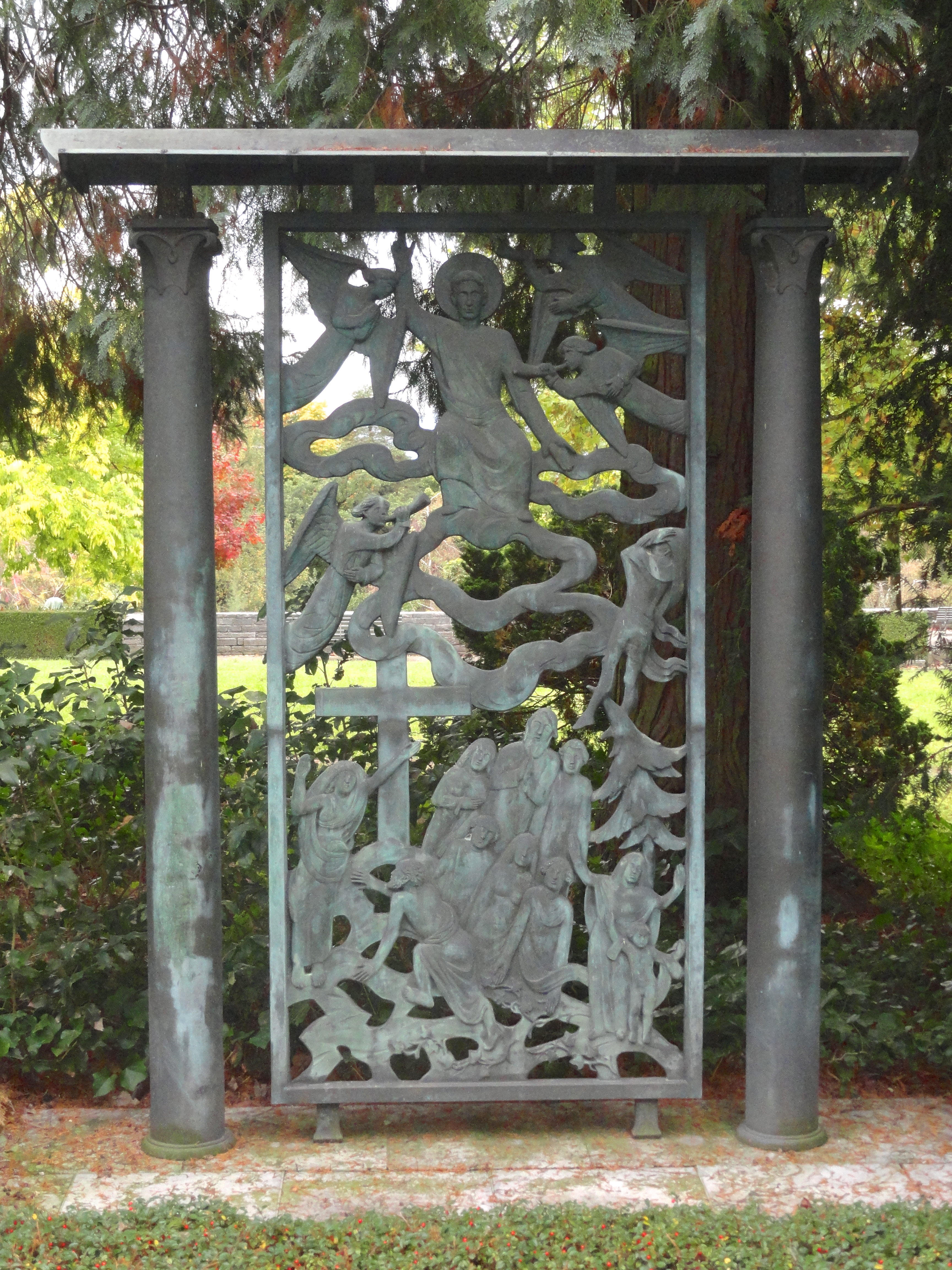
Grabmal Familie Göhner.
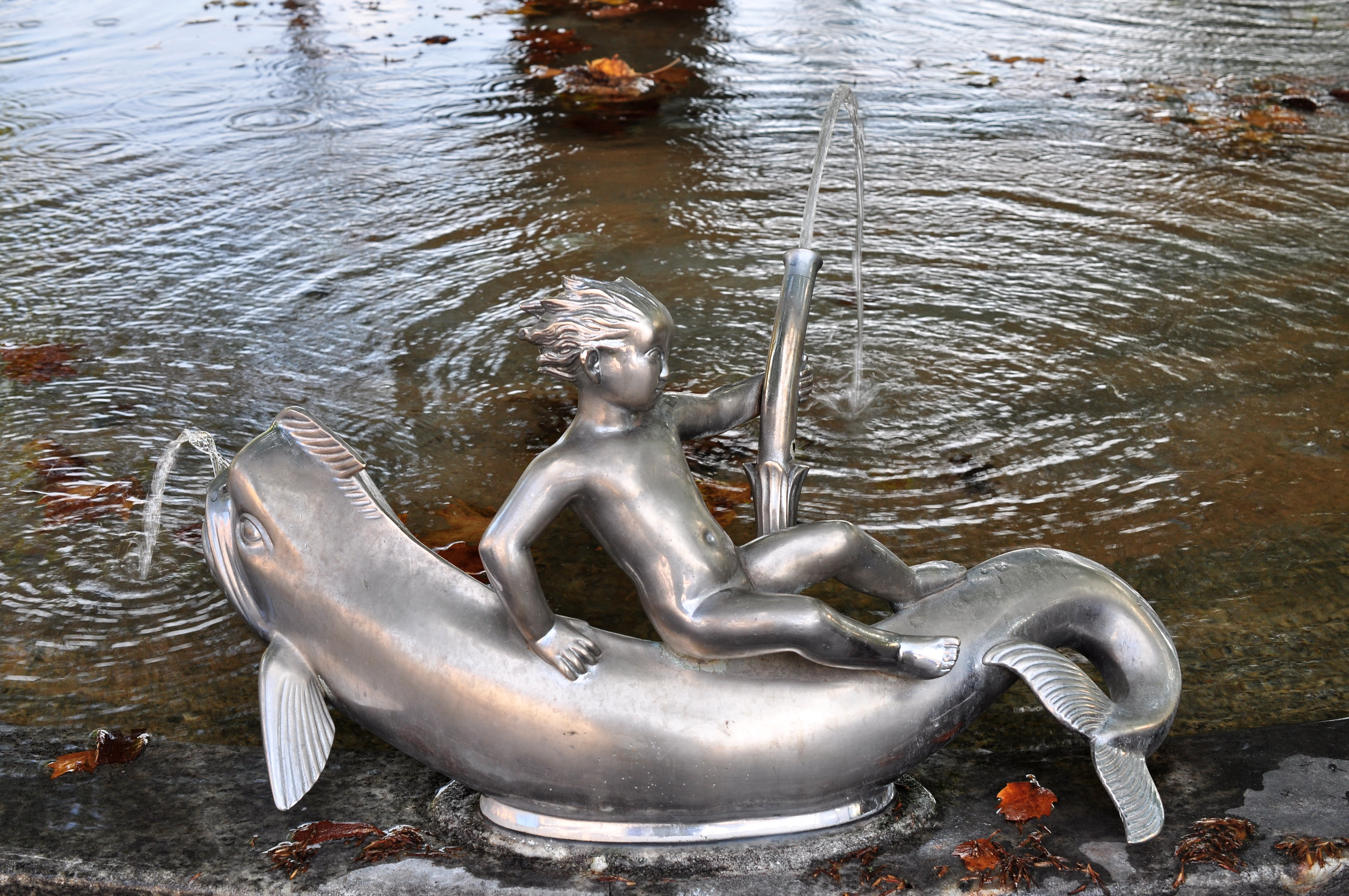
Bellevue.
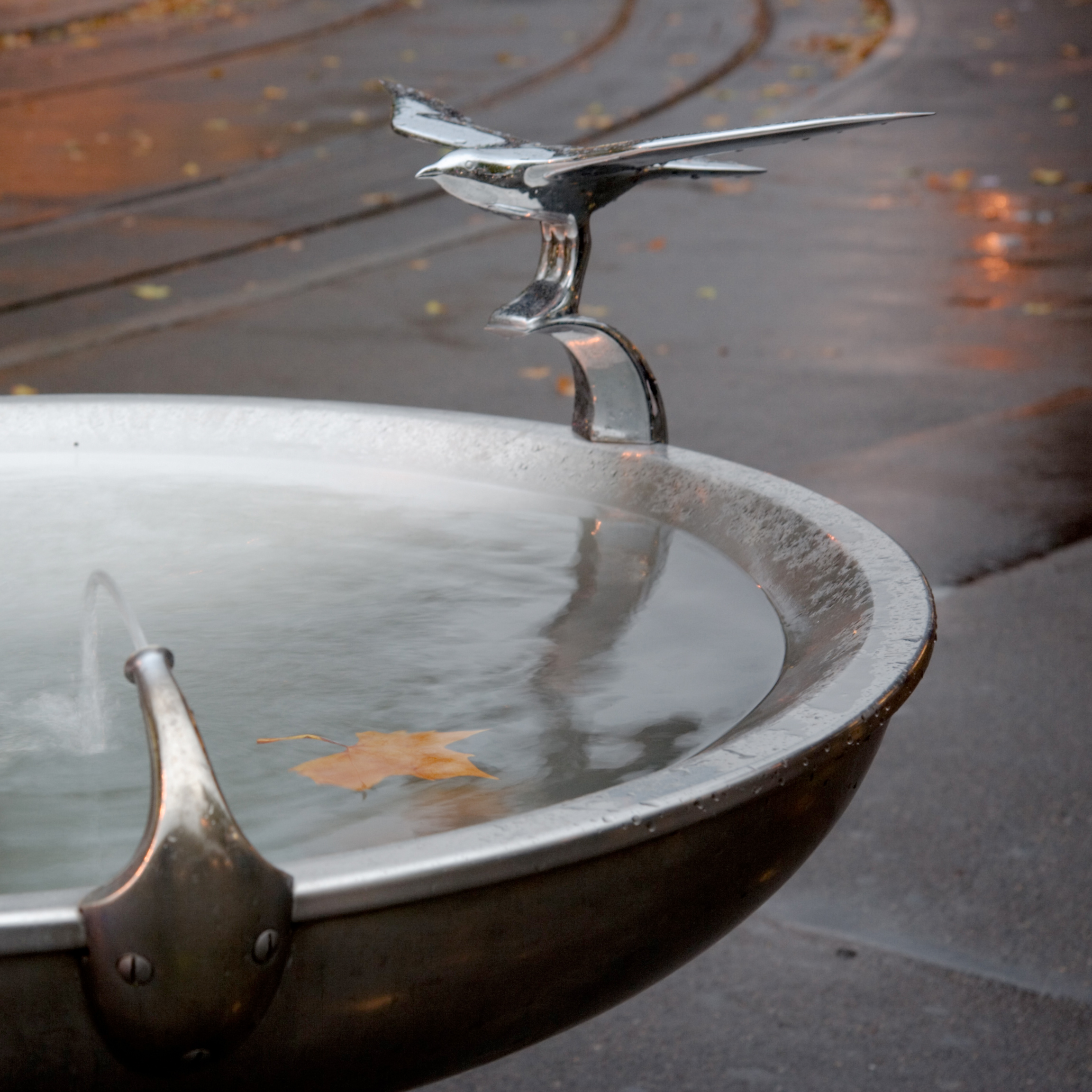
Kleiner Brunnen mit Möwe.